# دوفر (ماساتشوستس)
دوفر (بالإنجليزية: Dover, Massachusetts)‏ هي بلدة أمريكية تقع في الولايات المتحدة في مقاطعة نورفولك، ماساتشوستس. يقدر عدد سكانها بـ 5,589 نسمة ومساحتها 39.9 كم2 وترتفع عن سطح البحر 46 متر.